# (5731) Zeus
(5731) Zeus est un astéroïde Apollo découvert le 4 novembre 1988 par C. S. Shoemaker à l'observatoire Palomar. D'après sa magnitude absolue et son albédo supposé, son diamètre est estimé compris entre 2,1 et 4,7 km.